# Darpa Grand Challenge
Darpa Grand Challenge är en tävling som organiseras av Darpa. De tävlande lagen ska bygga ett fordon som på egen hand kan förflytta sig från start till mål via en utstakad bana. Tävlingen anordnades för första gången år 2004. Tävlingen förväntas att påskynda utvecklandet av förarlösa markgående fordon, vilket förväntas utgöra ca 30 % av alla fordon i den amerikanska armen år 2015. 2007 års tävling ägde rum i en fiktiv stad kallad Victorville. Kvaltävlingar skedde mellan den 23 till den 31 oktober, final skedde den 3 november.